# Harm de Jonge (schrijver)
Harm de Jonge (Groningen, 3 mei 1939) is schrijver van een dertigtal jeugdboeken.

## Biografie
Harm de Jonge voer samen met zijn ouders op een schip over de grote rivieren. Hij studeerde Nederlands aan de universiteiten van Amsterdam en Groningen en was docent aan een lerarenopleiding. Hij schreef eerst studies over boeken van anderen. In 1989 schreef hij zijn eerste jeugdboek, Steenkuib is een rat (Van Goor). Er volgden andere boeken en het schrijven beviel zo goed dat hij in 1998 ontslag nam bij de lerarenopleiding. Op 1 maart 2007 kreeg hij de twintigste Woutertje Pieterse Prijs voor het boek Josja Pruis. Hij was diverse malen genomineerd voor De Jonge Gouden Uil en in 2012 kreeg hij een Zilveren Griffel voor het boek Vuurbom. In 2014 schreef hij het 60e Kinderboekenweekgeschenk.
Hij was diverse keren genomineerd voor de Astrid Lindgren Memorial Award (ALMA) tussen 2013 en  2018.

## Bekroningen
- 1999 Vlag en Wimpel voor Jesse ballewal-tsji
- 2001 Nominatie Gouden Uil voor Vleugels voor Jorre
- 2002 Vlag en wimpel voor De circusfietser
- 2005 Nominatie Gouden Uil voor De Peperdans van Panzibas
- 2006 De Bokaal van Veenendaal voor Het Vliegfeest
- 2007 Nominatie Gouden Uil voor Josja Pruis
- 2007 Woutertje Pieterse Prijs voor Josja Pruis
- 2007 Vlag en Wimpel voor Josja Pruis
- 2012 Zilveren Griffel voor Vuurbom
- 2014 Vlag en Wimpel voor Jonas en de visjes van Kees Poon
- 2014 White Raven voor Jonas en de visjes van Kees Poon